# 中國電視公司戲劇節目列表
以下列出中國電視公司（簡稱：中視）歷年曾播過的戲劇節目，依照年份順序分類。
中視開台大戲為1969年播出的《晶晶》，而在2009年播出的偶像劇《流星花園》是台灣第一部海外偶像劇。

## 年份

### 1960年
- 1969年，中視開台，收錄1969年曾播過的戲劇。

### 1970年
- 收錄1970年~1979年曾播過的戲劇。

### 1980年
- 收錄1980年~1989年曾播過的戲劇。

### 1990年
- 收錄1990年~1999年曾播過的戲劇。

### 2000年 2000年代
2000年代
八點檔
```
   平日
       新梁山伯祝英台（2000年）
       ◇鈴蘭（2000年）
       笑傲江湖（2000年版）
       仙鯉奇緣（2000年）
       ◇百年物語（2000年）
       ◇春天來吧（2000年，安田成美→中田喜子（日语：中田喜子）主演）
       ◇青蛇與白蛇（2001年）
       ◇上錯花轎嫁對郎（2001年）
       ◇情深深雨濛濛（2001年）
       貞女 烈女 豪放女（阮虔芷製作）
       偷龍轉鳳（2001年）
       多桑與紅玫瑰（2001年）
       ◇臥虎藏龍
       ◇時來運轉（2002年）
       ◇官場插班生（2002年）
       ◇書劍恩仇錄（2002年版）
       ◇齊天大聖孫悟空
       ◇偷龍轉鳳2：皇后進宮（2002年）
       ◇新蜀山劍俠（2002年）
       蕭十一郎（2002年，吳奇隆、朱茵、馬雅舒主演）
       ◇風雲：雄霸天下（2002年）
       如來神掌（2002年）
       冒險王衛斯理（2003年，吳奇隆主演）
       ◇奇蹟（2003年，何潤東、黃奕主演）
       ◇天龍八部（2003年版）
       ◇十八羅漢（2003年）
       ◇女人湯（2003年）
       ◇無鹽女（2003年）
       ◇飛刀又見飛刀（2003年版）
       ◇還珠格格3（2003年）
       ◇風雲Ⅱ：七武器（2004年）
       女人要有錢（2004年，梁修身導演，孫興、曾國城、王瞳主演）
       ◇吉祥如意（2004年）
       ◇皇太子秘史（2004年）
       ◇四大名捕會京師（2004年）
       愛情風暴 美麗99（2004年）
       ◇水月洞天（2004年）
       ◇水月洞天Ⅱ：靈鏡傳說（2004年）
       ◇神醫俠侶（2004年）
       ◇逆水寒（2004年）
       ◇楊門虎將（2004年）
       ◇陸小鳳之決戰前後（2004年）
       ◇仙劍奇俠傳（2005年）
       ◇龍飛鳳舞（2005年）
       ◇永樂英雄（2005年）
       ◇幻影神針（2005年）
       ◇煙花三月（2005年）
       ◇小魚兒與花無缺（2005年）
       ◇我的野蠻千金（2005年）
       ◇他愛江山 我愛美人（2005年）
       ◇天下第一棧 金茂祥（2005年）
       ◇邊城小子（2005年）
       ◇我愛河東獅（2005年）
       ◇刁蠻公主（2005年）
       ◇新一剪梅
       ◇功夫狀元（2006年）
       ◇喬家大院（2006年）
       ◇神鵰俠侶
       ◇七劍下天山（2006年）
       ◇天外飛仙（2006年）
       ◇少年嘉慶（2006年）
       ◇太祖秘史（2006年）
       ◇風塵三俠之紅拂女（2006年）
       白色巨塔（2006年）
       ◇少年楊家將（2006年）
       ◇濟公新傳（2007年）
       ◇A計劃（2007年）
       ◇臥薪嚐膽之英雄美人（2007年）
       ◇浣花洗劍錄（2007年）
       ◇聊齋奇女子（2007年）
       ◇皇上二大爺（2007年）
       ◇碧血劍（2007年）
       ◇傲劍江湖（2007年）
       ◇新上海灘（2007年）
       豪門本色（2007年）
       ◇我愛芙蓉姐（2007年）
       愛情烘焙屋（2007年）
       ◇女人何苦為難女人（2008年）
       ◇六個孩子（2008年）
       牽牛花開的日子（2008年）
       光陰的故事（2008年）
       ◇請問芳名（2009年，但2009年3月16日起移至九點半檔）
       ★老王同學會（2009年）
       ◇伊甸園之東（2009年）
       ◇賢內助女王（2009年）
       閃亮的日子（2009年）
       青梅竹馬（2009年版）
   週五
       ◇太王四神記（2008年）
       ◇鹿鼎記（2008年版）
```

九點檔
```
   星動劇坊
       水晶情人
       花蝴蝶與野玫瑰
   食人家族
   又是一個戀愛天
   我們兩家都是人
```

十點檔、十一點檔
```
   富士連線
       ◇Over Time 三十拉警報
       ◇庶務女郎
       ◇美人（日语：美しい人 (テレビドラマ)）（2001年，田村正和、常盤貴子主演）
       ◇陣平（日语：じんべえ#テレビドラマ）（2002年，田村正和、松隆子主演）
       ◇朋友（2002年）
   失狩的獵人（金鐘劇）
   藍天（金鐘劇）
   星砂（金鐘劇）
   兩個門牌一個家
   ◇我這一輩子
   ◇動感豪情
   ◇康熙帝國
   ◇夢斷紫禁城 和珅傳奇
   ◇天下糧倉
   ◇大清藥王
   ◇天下第一丑
   ◇大漢天子
   ◇秦始皇
   ◇我本善良
   ◇乾隆王朝
   ◇黃色手帕
   ◇火鳥
   ◇慾望師奶
   ◇大宋提刑官
   ◇李衛辭官
   ◇漢武大帝
   ◇末代皇妃
   ◇護國良相狄仁傑
   ◇孝莊祕史大玉兒
   ◇滿清末代王朝
   ◇鴉片戰爭
   ◇老天爺啊！給我愛
   ◇漂亮寶貝
   ◇再見了 悲傷（朝鲜语：슬픔이여 안녕 (드라마)）（2007年）
   ◇加油！金順
   ◇我的光頭歲月（蘇岩、唐治平主演）
   ◇老師錯了（張庭、施易男主演）
   ◇陪你到世界的盡頭（許紹洋、米凱莉主演）
   ★江湖.com（2008年）
   ◇太陽的女子
```

週五偶像劇
```
   明日英雄
   來我家吧
   愛情白皮書
   甜檸檬之戀
   麻辣高校生
   天下無雙
   雪地裡的星星
   Hi上班女郎
   慾望六人行
```

週日偶像劇
```
   ★我的秘密花園
   ★Hi 上班女郎
   ★粉紅教父小甜甜
   ★熟女慾望日記
   ★嗨！親愛的
   ★原味的夏天
   ★信樂團的故事 死了都要愛
   ★我的秘密花園2
   ★極速傳說
   ★男丁格爾
   ★雙璧傳說
   ★惡魔在身邊
   ★惡作劇之吻
   ★國光異校
   ★愛殺17
   ★深情密碼
   ★星蘋果樂園
   ★轉角＊遇到愛
   ★18禁不禁
   ★公主小妹
   ★惡作劇2吻
   ★翻滾吧！蛋炒飯
   ★籃球火
   ★我的億萬麵包
   ★愛就宅一起
   ★◇流星花園
   ★桃花小妹
```

- 收錄2000年~2009年曾播過的戲劇。

### 2010年
- 收錄2010年~2019年曾播過的戲劇。

### 2020年
- 收錄2020年~2029年曾播過的戲劇。